# 평내고등학교
평내고등학교(坪內高等學校)는 대한민국 경기도 남양주시 평내동에 위치한 공립 고등학교이다.

## 학교 연혁
- 2005년 12월 26일 : 평내고등학교 설립인가 (총 30학급)
- 2006년 3월 1일 : 초대 황중원 교장 취임
- 2006년 3월 2일 : 제1회 입학식 (10학급 403명)
- 2009년 2월 12일 : 제1회 졸업식 (9학급 349명)
- 2022년 3월 1일 : 제7대 이준호 교장 취임
- 2023년 12월 22일 : 제16회 졸업식 10학급 249명(총계 5,753명)
- 2024년 3월 4일 : 제19회 입학식 10학급 341명

## 참고 자료
- 평내고등학교 - 한국교육학술정보원 학교알리미